# Myotomys
Myotomys ist eine Nagetiergattung aus der Gruppe der Altweltmäuse (Murinae). Die Gattung umfasst zwei Arten. Sie ist eng mit den Lamellenzahnratten (Otomys) verwandt und wird häufig in die gleiche Gattung eingegliedert.
Die Kopfrumpflänge dieser Tiere beträgt um die 13 bis 16 Zentimeter, der Schwanz ist rund 7 Zentimeter lang. Ihr Fell ist am Rücken grau und am Bauch weiß gefärbt, die Füße sind hellbraun. Ihr Körperbau ist stämmig, der Kopf rundlich.
Diese Tiere leben im südlichen Afrika, in Südafrika und Lesotho. Ihr Lebensraum sind felsige Regionen, sie kommen bis in über 2600 Meter hoch gelegenen Regionen vor. Sie verwenden Erdhöhlen oder Felsspalten als Unterschlupf und ernähren sich von Pflanzen.
Es gibt zwei Arten
- Sloggett-Lamellenzahnratte (Myotomys sloggetti) lebt im östlichen Südafrika und in Lesotho.
- Busch-Lamellenzahnratte (Myotomys unisulcatus) bewohnt die Karroo-Region im westlichen Südafrika.

Beide Arten sind laut IUCN nicht gefährdet.